# 南非救助黑人政策
南非救助黑人政策（英語：Black Economic Empowerment, 簡稱：BEE），是南非政府發動的一項政策，希望能給予在種族隔離期間受到不平等待遇的族群(黑人、有色人種、印度裔、部分亞洲人等)早期被剝削的經濟機會。包含就業平等、技能發展、所有權、管理、社會經濟發展、優先採購政策等。預計執行至2014年，將許多權力放給之前被不平等對待的黑人，例如採礦權，希望能執行至黑人佔有至少30%的企業為止。而這批新的富人被稱為黑鑽石。然而BEE也造成貧富差距擴大，更多人失業。有許多問題正等著改善。